# Utica (Nova York)
Utica és una ciutat i seu del Comtat d'Oneida (Nova York) dels Estats Units d'Amèrica.

## Demografia
Segons el cens del 2000 Utica tenia 60.651 habitants, 25.100 habitatges, i 14.231 famílies. La densitat de població era de 1.432,3 habitants per km².
Dels 25.100 habitatges en un 27% hi vivien nens de menys de 18 anys, en un 35,5% hi vivien parelles casades, en un 16,9% dones solteres, i en un 43,3% no eren unitats familiars. En el 37,4% dels habitatges hi vivien persones soles el 15,5% de les quals corresponia a persones de 65 anys o més que vivien soles. El nombre mitjà de persones vivint en cada habitatge era de 2,28 i el nombre mitjà de persones que vivien en cada família era de 3,04.
Per edats la població es repartia de la següent manera: un 24,1% tenia menys de 18 anys, un 10% entre 18 i 24, un 26,8% entre 25 i 44, un 20,2% de 45 a 60 i un 18,8% 65 anys o més.
L'edat mediana era de 37 anys. Per cada 100 dones de 18 o més anys hi havia 84,3 homes.
La renda mediana per habitatge era de 24.916 $ i la renda mediana per família de 33.818 $. Els homes tenien una renda mediana de 27.126 $ mentre que les dones 21.676 $. La renda per capita de la població era de 15.248 $. Entorn del 19,8% de les famílies i el 24,5% de la població estaven per davall del llindar de pobresa.

## Poblacions properes
El següent diagrama mostra les poblacions més properes.